# Prehistorie van Iran
De prehistorie van Iran omvat de voorgeschiedenis van het huidige Iran vanaf de eerste vestiging door Homo erectus ongeveer een miljoen jaar geleden tot de eerste historische bronnen tijdens het Nieuw-Assyrische Rijk in de 8e eeuw v.Chr.

## Paleolithicum
Het Paleolithicum begint als de eerste mens ca. 1,8 miljoen jaar geleden in West-Azië verschijnt en eindigt bij het einde van de laatste IJstijd, ca. 12.000 jaar geleden. Waarschijnlijk kwamen de eerste mensen in een golf van migranten 1,8 à 2 miljoen jaar geleden vanuit Afrika richting Eurazië.

### Vroegpaleolithicum

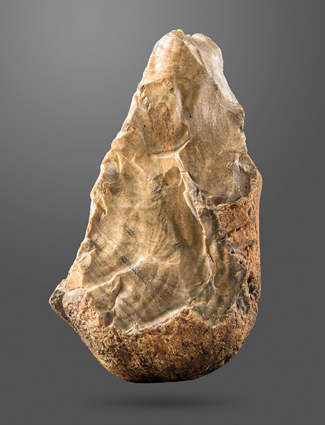
Acheuléen-vuistbijl uit de provincie Ilam

Iran was een van de mogelijke routes voor vroege menselijke migraties naar Zuid- en Oost-Azië. Het land wordt gekenmerkt door een breed scala aan geografische omstandigheden en natuurlijke hulpbronnen, die groepen vroege mensen zouden kunnen ondersteunen. Bewijs voor de aanwezigheid van vroege mensen in Iran omvat stenen werktuigen gevonden in grindafzettingen langs het stroomgebied van de Kashafrud in het oosten, de Mashkid- en Ladiz in het zuidoosten, de Sefidrud in het noorden, de Mahabad in het noordwesten, en enkele geïsoleerde vondsten uit het westen en noordwesten van het land.
De belangrijkste vindplaatsen van vroege menselijke aanwezigheid in Iran zijn Kashafrud in Razavi-Khorasan, Mashkid en Ladiz in Sistan, Shiwatoo in Kordestan, Ganj Par en de Darbandgrot in Gilan, Khaleseh in Zanjan, Tepe Gakia ten oosten van Kermanshah, en Pal Barik in Ilam.
De soorten stenen werktuigen zijn in de Oldowan- en Acheuléentraditie. De eerste dook voor het eerst op in Oost-Afrika, ca. 3,3 miljoen jaar geleden. Het Kashafrud-bekken in het noordoosten van Iran was oorspronkelijk een groot, ondiep meer, dat ca. een miljoen jaar geleden begon op te drogen. Toen streken de eerste mensen, waarschijnlijk Homo erectus, daar neer en werden daar Oldowan stenen werktuigen gevonden. Zeer waarschijnlijk trok Homo erectus 1 à 2 miljoen jaar geleden naar het Iraanse plateau.
Vuistbijlen en cleavers van de Acheuléen-traditie bereikten ca. 1,5 miljoen jaar geleden West-Azië en verspreidden zich oostwaarts naar de Kaukasus, Iran en India. Vindplaatsen zijn vooral in het noorden, noordwesten en westen van Iran, in de valleien van rivieren. Deze traditie werd ca. 250.000 jaar geleden vervangen door de Moustérien-cultuur.

### Middenpaleolithicum
Door neanderthalers gemaakte Moustérien-werktuigen, schrabbers, pijlpunten en klingen van vuursteenafslagen, zijn gevonden in verschillende delen van het land, zoals Kobeh, Kaldar, Behistun, Qaleh Bozi, Tamtama, Mar Tarik, Darai, kunji, Gar Arjeneh, Mirak, Parvadeh en Warwasi. 
In 1949 werd door Coon een neanderthaler-spaakbeen ontdekt in de Behistungrot. In oktober 2018 werd in de Wezmeh-grot in de provincie Kermanshah een neanderthalertand gevonden. De tand was van een zesjarig kind dat samen met dierlijke resten, onder meer van leeuwen, luipaarden en hyena's werd gevonden. Er werd jacht gemaakt op schapen, geiten, edelherten, gazellen, oerossen, paarden, ezels, zwijnen en zelfs op neushoorns.
De Levallois-methode is een kenmerkende techniek van de Mousterien-traditie: uit van tevoren geprepareerde vuursteenkernen werden min of meer gestandaardiseerde afslagen geslagen. In Niasar en Kaftar Khoun werden kampementen ontdekt met Mousterien-werktuigen, gemaakt met de typische Levallois-techniek.
De middenpaleolitische mens met zijn Moustérien-cultuur lijkt ca. 40.000 jaar geleden van het toneel te zijn verdwenen en zijn plek werd door de moderne mens, homo sapiens sapiens, ingenomen.

### Laatpaleolithicum
Tijdens het laatpaleolithicum verspreidde de vroege moderne mens zich over Eurazië. Vanaf 38.000 BP bevond zich het Baradostian, een lokale versie van het Aurignacien, in de Zagros-regio in het grensgebied van Irak en Iran. Vondsten uit de laatpaleolithische periode zijn voornamelijk bekend uit de grotten van Kermanshah (Warwasi, Malaverd en Ghar-e Khar), Lurestan (Yafteh en Kaldar), Koerdistan (Kenacheh), Kashan (Sefid-Ab), Fars (Eshkaft-e Gavi, Boof) en Khorramabad in het Zagros-gebied zoals de Yaftehgrot, en een paar locaties in het Elboers-gebergte en Centraal-Iran.
Werktuigen werden zowel van steen als van been en gewei gemaakt. De klingtechniek kwam op. Er kwamen voor het eerst hangers van schelp, dierentanden en hematiet (donkerrood ijzersteen). De nieuwe mens maakte veelvuldig gebruik van rode oker. Deze jager-verzamelaars maakten kralen van schelpen, afkomstig uit de Perzische Golf. Mogelijk waren er contacten tussen allerlei groepen en een soort handel in specifieke materialen. Het klimaat in Iran was tot 20.000 jaar geleden tamelijk droog en koud.

### Epipaleolithicum
Het einde van het paleolithicum, ook epipaleolithicum of mesolithicum genoemd, is de periode van ca. 18.000 tot 11.000 v.Chr. Na het Laatste Glaciale Maximum werd het Baradostian opgevolgd door een lokale epipaleolithische industrie, het Zarzian. In die periode leefden in de grotten van het Zagros-gebergte vooral groepen jager-verzamelaars. In vergelijking met eerdere groepen jagers was er een uitbreiding van het aantal soorten verzamelde planten en prooidieren. Er werd niet alleen gejaagd op kleinere gewervelde dieren, maar ook pistachenoten en wild fruit werden verzameld, evenals slakken en kleinere waterdieren zoals krabben.
Er zijn samengestelde gereedschappen, zoals pijl- of lanspunten. Er werd veel vaker op klein wild gejaagd. Plantaardig voedsel kon worden bewerkt en opgeslagen. Grassen en granen maakten deel uit van het voedselpakket, er werden bij mesolithische opgravingen regelmatig vijzels en wrijfstenen gevonden. Typisch voor de Zarziaanse cultuur zijn microlieten, kleine vuurstenen werktuigen. Er is één grafvondst bekend, uit de grot van Hotu.
De regio van het Zagrosgebergte heeft een uitermate belangrijke rol gespeeld bij de domesticatie van granen en dieren en is doorslaggevend geweest voor de opkomst van vroege dorpen en het ontstaan van de landbouw.

## Neolithicum

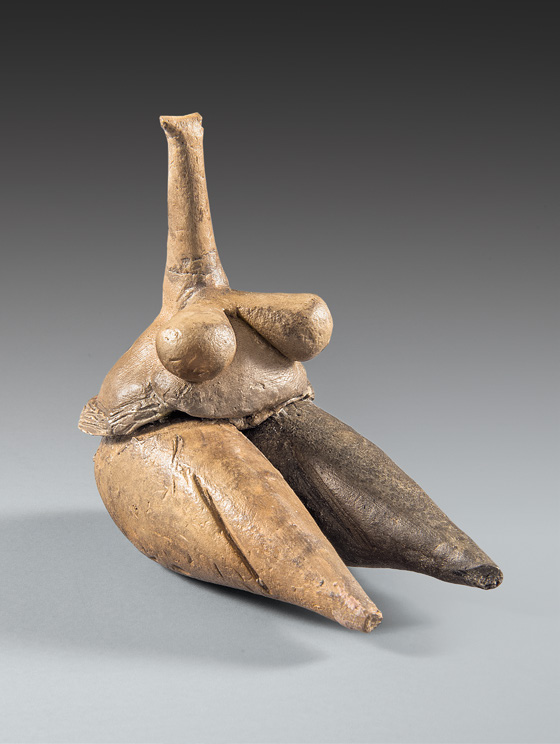
beeldje uit Tepe Sarab (ca. 7.000-6.100 v.Chr.)

In Iran begon het neolithicum ca. 10.000 v.Chr. en hield het op ca. 5000 v.Chr. Er was een akeramisch neolithicum (10.000 - 9.000 v.Chr. toen de mens nog geen aardewerk maakte) en keramisch neolithicum (9000 - 5000 v.Chr.) Over de periode direct na 11.000 v.Chr. is weinig bekend. Ongeveer 12.000 jaar geleden werd het klimaat warmer en vochtiger, na het einde van de laatste IJstijd. Pas bij de Asiab-site (ca. 8.500-8.000 v.Chr.) in Kermanshah bevinden we ons op bekender terrein. Asiab was een klein kamp van jager-verzamelaars, alleen tijdens het seizoen bewoond. Naast bewijzen van de jacht op wilde geiten en schapen werden er grote aantallen slakkenhuizen gevonden. 
Sommige nabijgelegen en meer doorgaand bewoonde nederzettingen in de Zagros dateren tussen 8.000 en 6.800 v.Chr. De materiële cultuur van Ganj Dareh en Tepe Abdul Hosein omvat nog geen aardewerk. Daarom wordt deze periode vaak het prekeramisch neolithicum genoemd. Dit geldt ook voor de oudste niveaus van Tepe Guran in Lorestan, evenals voor de sites Ali Kosh en Chogha Sefid in de vlakte van Deh Luran, ten westen van het Zagros-gebergte. Daar werden voor het eerst kuddes schapen en geiten gehouden. De introductie van veeteelt betekende een fundamenteel nieuwe ontwikkeling voor de neolithische inwoners van Iran en moet worden gezien in verband met een reeks andere innovaties, met name in de architectuur van de huizen. Het is niet zeker of er in die tijd al graan werd verbouwd. Gereedschappen voor het oogsten en bereiden van granen zijn aangetoond, maar restanten van verbrand graan zijn uiterst zeldzaam.
Van de grotten en abri's in de bergen daalden de mensen af naar de valleien, heuvels en vlaktes, waar de eerste nederzettingen ontstonden. Overblijfselen van vroege dorpen zijn ontdekt in oude tells (woonheuvels). 
In en rond het Zagros-gebergte in het westen van Iran kwamen vroege landbouwgemeenschappen zoals Chogha Golan (10.000 v.Chr.) en nederzettingen als Chogha Bonut (8.000 v.Chr.) tot bloei, hetzij als gevolg van lokale ontwikkeling of door invloeden van buitenaf. Omstreeks dezelfde tijd werden in Ganj Dareh en Tepe Sarab, ook in het westen van Iran, het vroegst bekende keramische vaatwerk en terracotta beeldjes van mensen en dieren geproduceerd. 
Het zuidwesten van Iran was onderdeel van de Vruchtbare Sikkel, waar de meeste van de oudste belangrijke landbouwgewassen van de mensheid werden verbouwd. Een aantal van de oudst bekende landbouwgronden werd ontdekt bij Susa, en nederzettingen zoals Chogha Mish, die teruggaat tot 6.800 v.Chr.
Werktuigen werden van vuursteenknollen gemaakt, manden, vloerkleden en dakbedekking van biezen of riet. Er werd nog jacht gemaakt op wilde geiten, wilde schapen en everzwijnen. Resten van eenkoorn, gerst en wilde linzen komen bij opgravingen tevoorschijn. De soorten planten en dieren werden in het neolithicum gedomesticeerd. Huizen werden gemaakt van in de zon gedroogde leemsteen, soms werd ook natuursteen gebruikt. Sommige kamertjes waren voor opslag van graan of ander voedsel. Verschillende voorwerpen werden van klei, steen, bot en schelp gemaakt, zo zijn er kleine figuurtjes van dieren met mogelijk een symbolische functie, die een rol kunnen hebben gespeeld bij rituelen. Omstreeks 7000 v.Chr. werd het maken van aardewerk 'uitgevonden'. In Chogha Bonut werd in 1976 het tot nu toe oudste aardwerk uit heel Iran gevonden, uit 6900 v.Chr.
Lichamen van overledenen werden in huis onder de vloer begraven. Begraafplaatsen bestonden nog niet. Pas in de loop van de prehistorie ontstond de traditie om de doden bij elkaar in een begraafplaats te begraven.

## Kopertijd
De kopertijd of het Chalcolithicum duurde op het hoogland van Iran van ca. 5600 tot 3400 v.Chr. Al kort voor 5000 v.Chr. werden de eerste kanalen aangelegd om velden en tuinen te irrigeren en de opbrengsten te vergroten. De agrarische productie werd geïntensiveerd en de bevolking nam toe. Er ontstonden steeds ingewikkelder sociale relaties. In de schapenhouderij ging men in het vijfde millennium v.Chr. over van kortharige naar langharige rassen, wat leidde tot schapen met een vacht van zeer fijne wol. dit vormde de basis voor de textielindustrie. Er kwamen nieuwe type ovens, waarin aardewerk kon worden gebakken boven 1000 °C. Er bestond onderscheid tussen beige (Zuidwest Iran) en rood aardewerk (noorden). In gieterijen konden ertsen in smeltkroezen gesmolten worden bij temperaturen boven de 1084 °C en in mallen gegoten. Eerst alleen koper, later werd er arsenicum of lood aan toegevoegd. Tape Ghabrestan is de meest bekende vindplaats waar koper werd gegoten. Van koper werden prestigieuze voorwerpen gemaakt, zoals dolken en sieraden. Lokale specialisten wonnen en verwerkten het kopererts. Er werden goederen uitgewisseld en dit kreeg het karakter van handel. Er werden stempels gebruikt om transacties over lange afstanden te bezegelen. Zo werd in het vierde millennium v.Chr. de rolstempel uitgevonden.
Graven werden rondom een centraal monument aangelegd. In Susa ligt een groot terras, het massif funéraire, waar meer dan tweeduizend graven zouden zijn aangetroffen. In Chogha Sofia (Zuid-Khuzestan) werd een grafveld met massagraven ontdekt. Kleinere massagraven zijn bekend van Tang-e Bolaghi (Fars).
Er werden rituelen en festiviteiten gehouden in de nederzetting in of naast speciaal daarvoor gebouwde tempels en monumenten. er werd bij dit soort gelegenheden niet allen gedanst en gemusiceerd, maar ook gedronken. Er zijn op verschillende plaatsen grote aardewerken opslagvaten aangetroffen voor alcoholische drank, een soort oerbier.

## Bronstijd

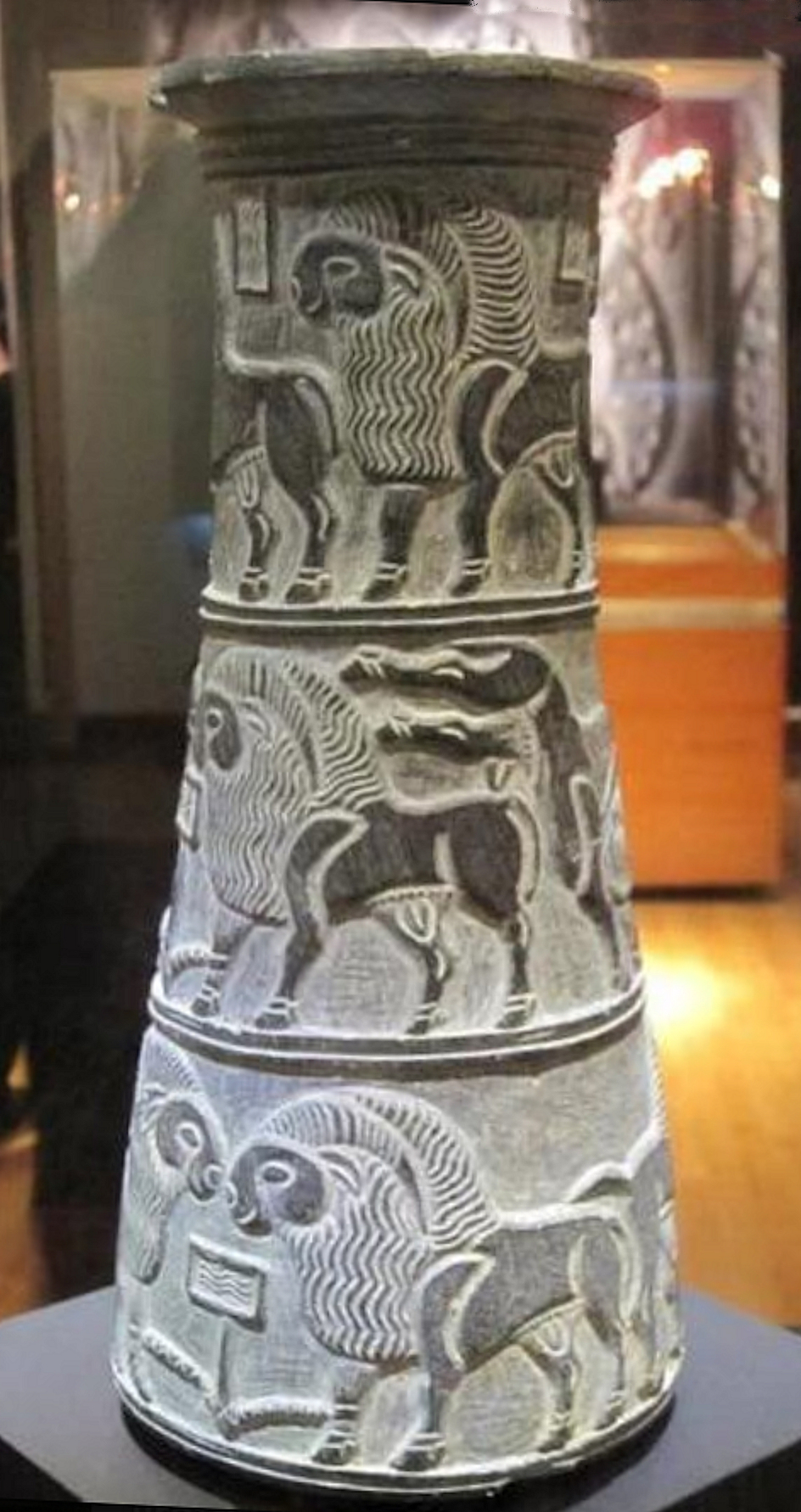
bronzen vaas van de Jiroftcultuur

De Iraanse bronstijd dateert van ca. 3000 tot 1200 v.Chr.
Delen van het huidige noordwesten van Iran maakten deel uit van de Koera-Araxescultuur (ca. 3400 - 2000 v.Chr.), die zich uitstrekte tot in de aangrenzende regio's van de Kaukasus en Anatolië.
Een van de vroegste beschavingen op het Iraanse plateau was de Jiroftcultuur in de provincie Kerman in het zuidoosten van Iran. Het is een van de meest artefact-rijke archeologische vindplaatsen in West-Azië. Er is een grote hoeveelheid objecten versierd met zeer onderscheidende gravures van dieren, mythologische figuren en architectonische motieven. De objecten en hun iconografie zijn anders dan eerder door archeologen gezien. Velen zijn gemaakt van chloriet, een grijsgroene zachte steen; andere zijn van koper, brons, terracotta en lapis lazuli. Recente opgravingen op de sites hebben de vroegst bekende inscriptie ter wereld opgeleverd, daterend van vóór de Mesopotamische inscripties.
De vroege bronstijd zag de opkomst van verstedelijking in georganiseerde stadstaten en de uitvinding van het schrift (de Urukperiode) in het Nabije Oosten. Hoewel Elam tijdens de bronstijd al vroeg gebruik maakte van schrift, blijft het Proto-Elamitisch beeldschrift onontcijferd, en verslagen van Sumer met betrekking tot Elam zijn schaars. Susa is een van de oudst bekende steden van Iran en de wereld. Gebaseerd op C14-datering werd de stad al in 4.395 v.Chr. gesticht. De algemene opvatting onder archeologen is dat Susa een vazal was van de Sumerische stadstaat Uruk. In zijn latere geschiedenis werd Susa van de regio Shushan, met Anshan (Malyan) van de regio Anshan (Marvdasht), hoofdstad van Elam, dat als staat ca. 3200 v.Chr. ontstond en ongeveer 2500 jaar bleef bestaan.

## Vroege ijzertijd
De periode van de ijzertijd in Iran wordt gerekend van ca. 1450 - 550 v.Chr. 
De historische bronnen worden tastbaarder met de opkomst van het Nieuw-Assyrische Rijk en de verslagen van invallen vanaf het Iraanse plateau. Al in de 20e eeuw v.Chr. kwamen stammen vanuit de Pontisch-Kaspische Steppe naar het Iraanse plateau. De komst van de Iraanse volkeren op het Iraanse plateau dwong de Elamieten om het ene gebied van hun rijk na het andere op te geven en hun toevlucht te zoeken in Elam, Khuzestan en nabijgelegen gebieden. Tegen het midden van het 1e millennium v.Chr. bevolkten Meden, Perzen en Parthen het Iraanse plateau. Tot de opkomst van de Meden bleven ze allemaal onder Assyrische overheersing, net als de rest van het Nabije Oosten. 
In de eerste helft van het 1e millennium v.Chr. werden delen van het huidige Iraans Azerbeidzjan deel van Urartu.